# Luxem
Luxem település Németországban, Rajna-vidék-Pfalz tartományban. Lakosainak száma 319 fő (2023. december 31.).

## Népesség
A település népességének változása:
| Lakosok száma | 251  | 301  | 317  | 323  | 335  | 319  |
|               | 1975 | 2017 | 2019 | 2021 | 2022 | 2023 |